# ColorOS
ColorOS（カラーオーエス）は、中国のOPPOによって開発された、モバイルオペレーティングシステム。カスタムROM（独自OS）であり、OPPOのほぼ全てのスマートフォンおよび OnePlus 7シリーズ以降の中国版OnePlusスマートフォンに使用されている。5億人を超える月間アクティブユーザーがいる。

## 概要
AOSP版の基本機能に加え、様々な独自機能とUI改変が加えられている。
ColorOSは独自OSだが、Androidをベースとしている。そのため、日本版や一部のグローバル版ではGoogle Playストアがデフォルトで利用可能である。中国版やグローバル版ではGMSがプリインストールされていないが、Google Playストアはapkの解凍によりインストールできるほか、全てのGoogleアプリはダウンロードすれば通常通り利用できる。

## 独自機能
- Clone Phone
ColorOS 4で実装された。実装当初はGoogleバックアップ等と同じく連絡先や設定・アプリのアセットのみを同期していたが、ColorOS 12以降はアプリのデータやランチャーの配置のコピーも可能になっている。
同様の機能としてAppleのクイックスタートなどが存在するが、本機能はOSバージョンの低い側への引き継ぎも可能である。このときは互換性のない部分のデータのみが切り捨てられる。
日本版には「データ移行」の名前で、タブレット端末にはClone Tabletの名前で提供されているが、中身は同じである。
- ゲームスペース
SoCのパフォーマンスを最適化するほか、通知のコンパクト化・ブロックやディスプレイ輝度の自動調整無効化などを行った状態でゲームをプレイできる。ハードウェアが対応していれば、フレーム補完やアップスケーリングの設定もここで行うことができる。
OSがゲームと認識しないアプリでも手動登録して同等の機能を利用することが可能である。
- スマートサイドバー
画面の右側に表示される白いバーを左側にスワイプすることにより様々なアプリを開いたり、スクリーンショットを撮ったりすることなどができる。ColorOS 11以降、この機能を用いてアプリを開くと小窓で開かれるようになった（下フローティングウィンドウ参照）。
- OPPO Share
OPPO、OnePlus、realme、Xiaomi、vivo、Meizu、Samsungのデバイス同士でデータをシェアしあうことができる機能。
Huaweiは大手中国メーカーであるがこれらの共有機能とは互換性がない。
- アプリのロック・非表示
端末のロック解除に使用するものとは別のプライバシーパスワードを設定することにより、アプリ内の情報の安全性を高める機能。ロックしたアプリは起動時にプライバシーパスワードを要求される。ホーム画面から非表示にしたアプリは電話アプリでパスワードを入力して起動する。
- キッズスペース
保護者向けの機能。スマートフォンを利用できる時間や利用できるアプリなどが設定できる。この機能の解除パスワードはロック解除パスワードと共通である。
- 常時表示ディスプレイ
同様の機能は多数の端末に実装されているが、ColorOS 11以降では大幅なカスタムが可能である。
任意の画像や文字を表示させたり、文字色や表示サイズ、表示向きを変更することが可能。また、従来表示されていた内容（時計や電池残量）を非表示にすることもできるようになった。
Reno3 A、A73ではColorOS 11搭載であるがカスタム機能は利用不可 （ColorOS 7の仕様のまま）である。A77、Reno5 A、A54、A55sではOLED（有機EL）ディスプレイ非搭載のため常時表示ディスプレイそのものが利用不可である。
- アプリクローン
アプリを複製して2つ同時に使用する機能。ColorOSではLINE、WeChat、Facebookなどに対応している。この機能を使うことによって2アカウントで運用することが可能となる。
同様の機能がXiaomiのMIUIやHuaweiのEMUI、ASUSのZenUIにも実装されている。
- フローティングウィンドウ
アプリを小窓化し利用する機能。Android標準の画面分割と違い、1個目のアプリを元のサイズのまま2個目のアプリを起動することが可能。
ColorOS 11で実装され、12で2個目のアプリのサイズ変更が可能になるなどの機能強化が入った。実装当初はFlexDropだったが、名前を見ただけで機能がわかりにくいとし、ColorOS 12で名称変更。
2個目のアプリではゲームスペースが利用できないなど一部の制約がある。

## バージョン履歴
- ColorOS 14 （Android 14ベース）
2024年1月に発表された最新のバージョン。
新機能は少なく、既存の部分の安定化がメインとなった。タブレットにおいては追加の最適化が行われた。
- ColorOS 13.1 （Android 13ベース）
2023年4月に発表されたバージョン。
Multi Screen Connectの機能追加、新機能OWorkの追加、タブレットにおける一部の表示崩れの修正などが行われた。
- ColorOS 13.0 （Android 13ベース）
2022年8月に発表されたバージョン。
ホーム画面のカスタマイズ性が大きく向上。グローバル版でもMulti Screen Connectが利用可能に（日本版は依然と搭載せず）。
- ColorOS 12.1 （Android 12ベース）
バッテリー表示のカスタムなどが実装。ColorOS 12にAndroid 12の機能を付加した。
- ColorOS 12.0 （Android 11ベース）[2]
Omojiの実装（中国版のみ）Omojiとよばれる独自絵文字の実装。
PC connectの実装（中国版のみ）Windowsパソコンとの連携を強化。低遅延の無線ミラーリングやファイル共有ができるようになった。パソコンからマウスを使用しスマホを操作することも可能。
アニメーションの強化GUI変更に伴いアニメーションも強化され、ユーザー体験を向上。
常時表示ディスプレイの改善テンプレートだけでなく、自作したパターン模様などを表示できるように。コンピューターによるパターンの自動生成も可能。
バッテリーの使用履歴設定のバッテリー項目で、バッテリー残量の変移グラフやタスクごとのバッテリー使用量、アプリの使用時間を見られるようになった。
システムの最適化タスクによるRAMの使用量を最大30%削減、バッテリーを浪費するアプリを検知する機能の強化など。
- ColorOS 11（Android 11ベース）
Androidバージョンと数字を合わせるために11となり、8〜10は欠番である。
ダークモードの改善完全な黒基調なダークモードだけでなく、グレー基調のものが実装された。LCDディスプレイを搭載した端末にも最適化された。
超省電力モードの実装SoCをアンダークロックし、使用可能なアプリを6個に制限し、すべてのバックグラウンド実行を停止。省電力モードよりもさらに長いバッテリー持ちを実現。災害時などの活躍が期待される。
FlexDropの実装[注釈 2]アプリを小窓化して表示できるようになった。画面分割とは違った操作性を実現。対応アプリではファイルのドラッグドロップも可能。
翻訳の改善ColorOS 7で多数報告されていた日本語の誤翻訳がほとんど修正。
- ColorOS 7.2（Android 10ベース）
スーパーナイトモードの追加やカメラのAI補正の強化などが行われたマイナーアップデート。
- ColorOS 7.1（Android 10ベース）
バグ修正などが実施されたマイナーアップデート。
- ColorOS 7.0（Android 10ベース）
デザインや文字フォント、UIの刷新やダークモードの採用、カメラのウルトラダークモードの実装や独自動画編集アプリのsoloopの実装など大幅な改善が施されている。
- ColorOS 6.1 （Android 9ベース）
バグ修正などが行われたマイナーアップデート。
- ColorOS 6.0 （Android 9ベース）[3]
- ColorOS 5.2（Android 8.1ベース）
- ColorOS 5.1（Android 8.0ベース）
- ColorOS 5.0（Android 8.0ベース）
- ColorOS 3.2（Android 7.1ベース）
- ColorOS 3.1（Android 7.0ベース）
- ColorOS 3.0（Android 6.0ベース）
ColorOS 2.1より25パーセント高速化された。
- ColorOS 2.1 （Android 5.0ベース）
- ColorOS 1.0 （Android 4.0ベース） 
2013年9月23日、ColorOSの初リリース。

## サポート

### 公式声明
OPPOによると、ColorOSは長期サポートの目標を掲げており、Findシリーズには3回、RenoおよびRAM 8GBのAシリーズには2回、その他のシリーズには1回のメジャーアップデートを保証するとしている。セキュリティパッチに関しては、Findシリーズに4年、その他のシリーズに3年を提供する予定である。
ただしこの方針はOPPO Chinaでの発表であり、日本版にも同期間のアップデートが提供されるかどうか、ましてやキャリア版がSIMフリー版と同期間のアップデートをするかも不明である。

### オウガ・ジャパンから発売された端末の現状
工場出荷時にColorOS 6以降を搭載するReno A以降の端末のみ記載している。
- OPPO Find X3 Pro
ColorOS 11 → 14、サポート継続中
- OPPO Find X2 Pro
ColorOS 7.0 → 11 
大陸版はColorOS 13
- OPPO Find X
ColorOS 5.0 → 7.0 
大陸版はColorOS 11
- OPPO Reno 10x Zoom
ColorOS 6.0 → 7.0
大陸版はColorOS 12
- OPPO Reno11 A
ColorOS 14、サポート継続中
- OPPO Reno10 Pro
ColorOS 14、サポート継続中
- OPPO Reno9 A
ColorOS 13、サポート継続中
大陸版のColorOS 13.1に相当するデザインになっている。日本版は13のままマイナーアップデートを称して13.1相当の変更が行われる可能性が高い。
- OPPO Reno7 A
ColorOS 12.0 → 13、サポート継続中
- OPPO Reno5 A
ColorOS 11 → 12.1、サポート継続中
- OPPO Reno3 A
ColorOS 7.1 → 11
- OPPO Reno A
ColorOS 6.1
- OPPO A77
ColorOS 12.1 → 14、サポート継続中
- OPPO A55s 5G（Snapdragon）
ColorOS 11 → 12.1、サポート継続中
- OPPO A54 5G
ColorOS 11 → 12.1、サポート継続中
- OPPO A73
ColorOS 7.0 → 11
- OPPO A5 2020
ColorOS 6.0 → 7.0
- OPPO Pad 2
ColorOS 13 → 14、サポート継続中
- OPPO Pad Air
ColorOS 12 → 13、サポート継続中